# Mojo Alcantara
Mojo Alcantara là một đô thị ở tỉnh Messina trong vùng Sicilia của Italia, có vị trí cách khoảng 150 km về phía đông của Palermo và vào khoảng 50 km về phía tây nam của Messina. Tại thời điểm ngày 31 tháng 12 năm 2004, đô thị này có dân số 801 người và diện tích là 8,4 km².
Mojo Alcantara giáp các đô thị: Castiglione di Sicilia, Malvagna, Roccella Valdemone.